# 虛空藏菩薩經
虛空藏菩薩經（梵文：Ākāśagarbha Sūtra），收於《大正藏》大集部，本經敘述虛空藏菩薩威神力，可開發染罪眾生的善根，懺悔根本罪業，顯示其重罪可懺除的大乘懺罪觀。藏傳佛教依寂天《入菩薩行論》把本經視為「中觀派」龍樹傳承菩薩戒所依循的佛典。

## 題解
虛空藏菩薩，ākāśa 虛空、蒼穹，garbha 胎藏、庫藏，亦譯虛空孕、虛空庫，孕藏無盡虛空之意。

## 傳譯
本經傳來中國，共有四次翻譯：
- 《虛空藏菩薩神呪經》，題作曇摩蜜多譯，彥琮錄記載是佛陀耶舍於姚秦弘始年間譯出。出三藏記集、法經錄，載其經題為《虛空藏經》。
- 《虛空藏菩薩經》，題作佛陀耶舍譯，彥琮錄、法經錄記載為失譯（經文用牟尼仙、娑婆呵等，似是高齊、隋代時的譯語）。
- 《虛空孕菩薩經》， 闍那崛多於隋開皇七年（公元587年）譯出。
- 《虛空藏菩薩神呪經》，失譯（其譯語似出於唐代），開元錄、貞元錄無此譯本的記載。

## 內容
本經揭示虛空藏菩薩會依眾生累世善根，導出其正知見，破除其往昔惡業、惡知見；以菩薩渡眾方便力，相應己身的善根，使眾生映照出己身之惡業，再以正知見破除惡業、邪見、惡願、惡歸、惡處、惡取，使之解脫。
此經中的懺悔觀著重在懺除五根本罪，以禮敬、讚嘆、至心歸命虛空藏菩薩，與菩薩感應道交，獲得其加佑庇護，並蒙其化身說法渡化，發露懺悔，捨棄惡業，精進六度，成就無上菩提。